# Agrotis mariaeludovicae
Agrotis mariaeludovicae är en fjärilsart som beskrevs av Lucas 1937. Agrotis mariaeludovicae ingår i släktet Agrotis och familjen nattflyn. Inga underarter finns listade i Catalogue of Life.